# ميلو بارتون
ميلو بارتون (بالإنجليزية: Milo Barton)‏ (29 يوليو 1998 - ) هو لاعب كرة قدم أمريكي في مركز الهجوم.

## وصلات خارجية
- ميلو بارتون على موقع قاعدة بيانات كرة القدم.إي يو (الإنجليزية)
- ميلو بارتون على موقع Soccerway.com (الإنجليزية)